# Tha Block Is Hot
Tha Block Is Hot is het debuutalbum van Lil Wayne, uitgebracht op 2 november 1999 door Cash Money Records.
Het album kwam binnen op nummer drie op de Amerikaanse Billboard 200 chart, met 229.000 verkochte exemplaren in zijn eerste week en meer dan 117.000 exemplaren in zijn tweede week. Het album werd platina door de Recording Industry Association of America (RIAA) voor de verkoop van een miljoen exemplaren in de VS.

## Albumoverzicht
| Nr. | Titel                                            | Duur |
| --- | ------------------------------------------------ | ---- |
| 1.  | Intro (met Big Tymers)                           | 1:47 |
| 2.  | Tha Block Is Hot (met Juvenile en B.G.)          | 4:12 |
| 3.  | Loud Pipes (met Big Tymers, Juvenile, en B.G.)   | 5:14 |
| 4.  | Whatcha Wanna Do                                 | 3:50 |
| 5.  | Kisha (met Hot Boys)                             | 4:17 |
| 6.  | High Beamin' (met B.G.)                          | 4:09 |
| 7.  | Lights Off                                       | 4:07 |
| 8.  | Fuck tha World                                   | 4:46 |
| 9.  | Remember Me (met B.G.)                           | 3:54 |
| 10. | Respect Us (met Juvenile)                        | 5:01 |
| 11. | Drop It Like It's Hot (met B.G. en Mannie Fresh) | 5:23 |
| 12. | Young Playa (met Big Tymers)                     | 3:47 |
| 13. | Enemy Turf (met Juvenile)                        | 4:19 |
| 14. | Not Like Me (met Big Tymers)                     | 4:03 |
| 15. | Come On (met B.G.)                               | 3:35 |
| 16. | Up to Me (met Turk)                              | 4:31 |
| 17. | You Want War (met Turk)                          | 3:25 |